# Schandmaul
Schandmaul is een Duitse middeleeuws-folk-rockband uit Duitsland. Hun nummers zijn Duitstalig en gaan vaak over verhalen, mythen en sagen en zijn gebaseerd op middeleeuwse thema's.

## Biografie
Schandmaul werd in de zomer van 1998 opgericht door zes muzikanten uit de omgeving van München. De naam van de band is gebaseerd op de joker uit het kaartspel, omdat deze geen blad voor de mond neemt en af en toe 'vuilspreekt'. Omdat ze geen coverband wilden zijn, begonnen ze met het schrijven van eigen nummers. Hun stijl is door de jaren heen slechts weinig veranderd.
Na een paar succesvolle optredens werd een cd opgenomen (Wahre helden, 2000), snel gevolgd door een 2e cd. Na deze 2e cd werden ze door een platenfirma gecontracteerd, waarna hun 2e cd heruitgegeven werd. Daarbij gingen ze op tournee langs de grote Duitse festivals (Wave-Gotik-Treffen, Mera Luna en Zillo Festival). Hierna is cd 3 opgenomen (Narrenkönig), die zelfs een plaats in de Duitse albumhitlijst verwierf. In 2003 verscheen hun eerste live-cd (Hexenkessel) waarop ze bijgestaan werden door Michael Rhein van In Extremo.
In 2004 werd de volgende cd uitgebracht (Wie Pech und Schwefel), gevolgd door een toer langs meer dan 80 zalen en festivals in het Duitstalige deel van Europa. In 2005 ging de band op de akoestische toer, zonder elektrische gitaren maar bijgestaan door een strijkkwartet. Een weergave van deze concerten is uitgegeven als live-dvd onder de naam Kunststück, in 2006 gevolgd door de cd Mit Leib und Seele die een top 10-notering kreeg in de Duitse Media-Control-Charts. In 2007 ging de band opnieuw de studio in om het album Anderswelt op te nemen, dat in 2008 werd uitgebracht. Deze albumuitgave werd gevolgd door een uitgebreide toer, deze keer ook buiten de Duitstalige landen.

## Discografie

### Albums
| Album met eventuele hitnotering(en) in de Nederlandse Album Top 100 | Datum van verschijnen | Datum van binnenkomst | Hoogste positie | Aantal weken | Opmerkingen     |
| ------------------------------------------------------------------- | --------------------- | --------------------- | --------------- | ------------ | --------------- |
| Wahre Helden                                                        | 1999                  | -                     |                 |              | Demo            |
| Von Spitzbuben und anderen Halunken                                 | 2000                  | -                     |                 |              | Demo            |
| Wahre Helden                                                        | 2000                  | -                     |                 |              |                 |
| Von Spitzbuben und anderen Halunken                                 | 2001                  | -                     |                 |              |                 |
| Narrenkönig                                                         | 2002                  | -                     |                 |              |                 |
| Hexenkessel                                                         | 2003                  | -                     |                 |              | Live-CD en -DVD |
| Wie Pech und Schwefel                                               | 2004                  | -                     |                 |              |                 |
| Kunststück                                                          | 2005                  | -                     |                 |              | Live-CD en -DVD |
| Mit Leib und Seele                                                  | 2006                  | -                     |                 |              |                 |
| Anderswelt                                                          | 2008                  | -                     |                 |              |                 |
| Traumtänzer                                                         | 2011                  | -                     |                 |              |                 |
| Unendlich                                                           | 2014                  | -                     |                 |              |                 |

### Singles
| Single met eventuele hitnotering(en) in de Nederlandse Top 40 | Datum van verschijnen | Datum van binnenkomst | Hoogste positie | Aantal weken | Opmerkingen |
| ------------------------------------------------------------- | --------------------- | --------------------- | --------------- | ------------ | ----------- |
| Bin Unterweg                                                  | 2005                  | -                     |                 |              |             |
| Immer noch wach                                               | 2005                  | -                     |                 |              | met Tanzwut |
| Kein Weg zu weit                                              | 2006                  | -                     |                 |              |             |
| Die Tür in Mir / Der Untote                                   | 2007                  | -                     |                 |              |             |
| Hexeneinmaleins                                               | 2010                  | -                     |                 |              |             |
| Der Anker                                                     | 2011                  | -                     |                 |              |             |
| Euch zum Geleit                                               | 2014                  | -                     |                 |              |             |